# Catocala gaudens
Catocala gaudens là một loài bướm đêm trong họ Erebidae.